# Khris Middleton
James Khristian "Khris" Middleton (Charleston, 12 de agosto de 1991) é um jogador norte-americano de basquete profissional que atualmente joga pelo Washington Wizards da National Basketball Association (NBA).
Ele jogou basquete universitário na Universidade de Texas A&M e foi selecionado pelo Detroit Pistons como a 39° escolha no draft da NBA de 2012.

## Início da vida e ensino médio
Filho de James e Nichelle Middleton, Khris nasceu em 12 de agosto de 1991 em Charleston, Carolina do Sul. Ele tem uma irmã mais velha chamada Brittney. Seu primo, Kenny Manigault, jogava basquete na Universidade Estadual de Wichita e era companheiro de equipe de Middleton no Carolina Celtics da União Atlética Amadora (AAU). Dois outros companheiros de equipe do Carolina Celtics aceitaram bolsas de estudos na Divisão I da NCAA, Jamal Curry (Radford) e Devin Booker (Clemson).
Middleton frequentou a Porter-Gaud School e jogou basquete sob o comando de John Pearson. Em seu segundo ano, ele teve médias de 12 pontos e oito rebotes. Em seu terceiro ano, Middleton registrou médias de 21 pontos e 8,6 rebotes e foi nomeado Jogador Estadual do Ano. Ele se repetiu como Jogador do Ano no ano seguinte, tendo médias de 22,4 pontos e 8,6 rebotes, levando Porter-Gaud ao título estadual.
A ESPN o classificou como a 64ª melhor perspectiva na classe de 2009 e observou que ele era o melhor arremessador em sua posição. Ele foi recrutado pela Texas A&M, Virginia Tech, Carolina do Sul, Michigan e Saint Joseph's. Ele escolheu Texas A&M e assinou com os Aggies em 30 de maio de 2008.
| Nome | Cidade Natal                                | Escola             | Altura | Peso  | Data               |
| --- | ------------------------------------------- | ------------------ | ------ | ----- | ------------------ |
| Khris Middleton SF | Charleston, Carolina do Sul                 | Porter-Gaud School | 2.01 m | 98 kg | 30 de Maio de 2008 |
| Khris Middleton SF | Recrutamento: Scout: Rivals: ESPN grade: 91 |                    |        |       |                    |
| - Nota: Em muitos casos, Scout, Rivals, 247Sports e ESPN podem entrar em conflito em suas listas de altura e peso. Nesses casos, a média foi calculada. As notas da ESPN estão em uma escala de 100 pontos. - Fonte: |                                             |                    |        |       |                    |

## Carreira universitária

### Primeiro ano
A carreira universitária de Middleton começou lentamente, tendo uma ação limitada de seus três primeiros jogos. Após uma lesão na perna de Derrick Roland em 11 de dezembro de 2009, Middleton foi forçado a assumir um papel maior e foi titular em 18 dos últimos 20 jogos.
Em uma vitória por 69-53 sobre Utah State na Rodada de 64 do Torneio da NCAA, Middleton marcou 19 pontos, acertando 7 de 10 arremessos. A temporada da equipe terminou com uma derrota na Rodada de 32 para Purdue.
No geral, Khris Middleton obteve médias de 7,2 pontos, 3,7 rebotes e 1.1 assistências.

### Segundo ano
Em seu segundo ano, Middleton liderou a equipe, tendo médias de 14,3 pontos, além de contribuir com 5,2 rebotes por jogo. Ele acertou 45% de seus arremessos e 78,4% de seus lances livres. Ele marcou mais de 10 pontos em 27 jogos e liderou a equipe em pontos por 16 vezes.
Ele marcou 31 pontos em uma vitória de 71-62 sobre Arkansas, incluindo 11 dos últimos 12 pontos da equipe. Isso rendeu a ele o prêmio de Jogador da Semana da Big 12 e o Prêmio Oscar Robertson de Jogador Nacional da Semana pela semana de 13 à 19 de dezembro de 2010.
A Texas A&M, liderada por Middleton, teve um recorde de 24-9 e perdeu para Florida State por 57-50 na Rodada de 64 no Torneio da NCAA. Nesse jogo, Middleton contribuiu com 16 pontos.

### Terceiro ano

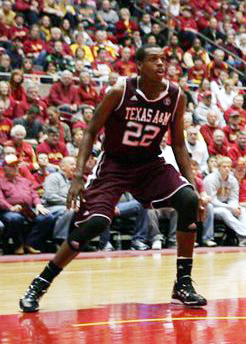
Middleton jogando contra a Universidade Estadual de Iowa em 2012

Antes da temporada, o treinador Mark Turgeon saiu da equipe para assumir a mesma posição na Universidade de Maryland e foi substituído por Billy Kennedy, ex-treinador de Murray State. Middleton ficou impressionado com a perspicácia do treinador e optou por permanecer na equipe.
Apesar de ser o co-favorito ao título, Texas A&M terminou com um recorde de 14-18. A equipe foi prejudicada por uma série de lesões, incluindo uma lesão no joelho que forçou Middleton a ficar de fora por 12 jogos.
Ele teve médias de 13,2 pontos, 5,0 rebotes e 2.3 assistências, números abaixo da temporada anterior.
Em 9 de abril de 2012, Middleton se declarou para o draft da NBA, renunciando à sua última temporada de elegibilidade universitária. Ele agradeceu a Texas A&M em um comunicado.

## Carreira profissional

### Detroit Pistons (2012–2013)
Middleton foi selecionado pelo Detroit Pistons com a 39ª escolha geral no draft da NBA de 2012. Em 15 de agosto de 2012, ele assinou um contrato de 3 anos e US$2.1 milhões com os Pistons.
Em 12 de dezembro de 2012, ele foi designado para o Fort Wayne Mad Ants da D-League. Uma semana depois, ele foi chamado pelos Pistons.
Ele terminou sua temporada de novato, tendo jogado apenas 27 jogos pelo Pistons e tendo médias de 6,1 pontos, 1,9 rebotes e 1,0 assistências em 17,6 minutos.

### Milwaukee Bucks (2013–Presente)

#### Temporada de 2013–14: Temporada de calouro
Em 31 de julho de 2013, Middleton foi negociado, junto com Brandon Knight e Viacheslav Kravtsov, para o Milwaukee Bucks em troca de Brandon Jennings. Em contraste com sua ação limitada na temporada de 2012–13, Middleton jogou em todos os 82 jogos na temporada de 2013–14 e teve médias de 12,1 pontos, 3,8 rebotes, 2,1 assistências e 1,0 roubos de bola em 30,0 minutos. Em 6 de dezembro de 2013, ele marcou 29 pontos, o recorde de sua carreira, na vitória de 109-105 sobre o Washington Wizards.

#### Temporada de 2014–15: Primeiro playoff
Em 15 de dezembro de 2014, os Bucks perdiam por um ponto para o Phoenix Suns com menos de quatro segundos restantes no relógio quando Middleton acertou uma cesta e virou o jogo para 96-94. Ele terminou esse jogo com 14 pontos. Em 7 de março de 2015, ele marcou 30 pontos, o recorde de sua carreira, na vitória de 91-85 sobre o Washington Wizards. Em sua segunda temporada com os Bucks, Middleton emergiu como um importante jogador "3-and-D", acertando 46,7% dos seus arremessos e 40,7% de três pontos. Ele teve médias de 13,4 pontos, 4,4 rebotes e 2,3 assistências.

#### Temporada de 2015–16: Novo contrato
Em 9 de julho de 2015, Middleton renovou seu contrato com os Bucks em um contrato de cinco anos e $ 70 milhões. Isso representou um aumento significativo de salário. Em 29 de dezembro de 2015, em uma derrota para o Oklahoma City Thunder, ele marcou 36 pontos, o recorde de sua carreira. Em 4 de março de 2016, em uma vitória sobre o Minnesota Timberwolves, ele marcou 32 pontos acertando 8 de 9 arremesso de três pontos, marcando o maior número de cestas de três pontos feitos por um jogador dos Bucks desde Carlos Delfino em 18 de março de 2011. Ele marcou 36 pontos em 10 de abril de 2016, em uma vitória por 109-108 sobre o Philadelphia 76ers.

#### Temporada de 2016–17: Lesão e cirurgia
Em 21 de setembro de 2016, Middleton foi descartado por seis meses após sofrer uma lesão no tendão da coxa esquerda em treinos da pré-temporada. Em 8 de fevereiro de 2017, ele fez sua estreia na temporada de 2016-17 depois de perder os primeiros 50 jogos com uma lesão no tendão, marcando cinco pontos em 15 minutos em uma derrota por 106-88 para o Miami Heat. Em 17 de março de 2017, ele marcou 14 dos 30 pontos no quarto quarto da vitória por 107-103 sobre o Los Angeles Lakers.

#### Temporada de 2017–18

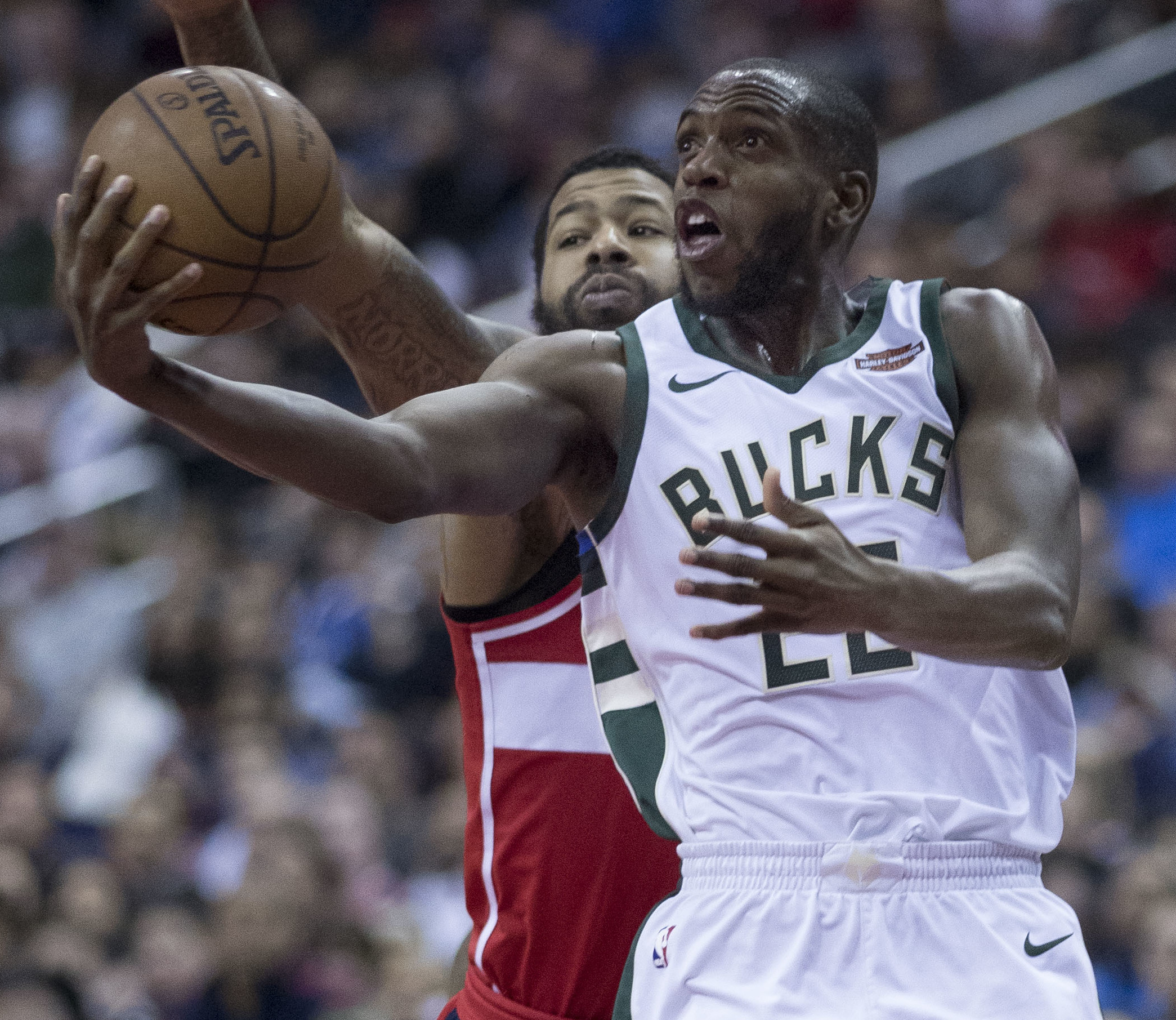
Middleton indo para uma bandeja em 2018

Em 1º de novembro de 2017, Middleton marcou 43 pontos, o recorde de sua carreira, na derrota por 126-121 para o Charlotte Hornets. Em 22 de novembro de 2017, ele marcou 40 pontos na vitória por 113–107 sobre o Phoenix Suns. Em 20 de janeiro de 2018, ele teve seu primeiro triplo-duplo da carreira com 23 pontos, 14 rebotes e 10 assistências em uma derrota por 116-94 para o Philadelphia 76ers. No Jogo 1 da primeira rodada dos playoffs contra o Boston Celtics, Middleton registrou 31 pontos, oito rebotes e seis assistências na derrota por 113-107. Os Bucks acabaram perdendo a série em sete jogos, apesar dos 32 pontos de Middleton na derrota por 112-96 no Jogo 7.

#### Temporada de 2018–19: Primeiro All-Star
Em 22 de outubro de 2018, Middleton marcou 30 pontos em uma vitória por 124–113 sobre o New York Knicks. Em 29 de dezembro, apesar de uma lesão no quadril, ele marcou 29 pontos na vitória por 129-115 sobre o Brooklyn Nets. Em 31 de janeiro de 2019, ele foi nomeado para o All-Star Game como reserva da Conferência Leste, ganhando assim sua primeira seleção para o evento. Em 21 de fevereiro de 2019, ele registrou 15 pontos e 13 rebotes, recorde da temporada, na vitória por 98-97 sobre os Celtics. Em 28 de março, ele marcou 39 pontos na vitória por 128–118 sobre o Los Angeles Clippers.

#### Temporada de 2019–20: Melhor média de pontuação
Após a temporada de 2018-19, Middleton assinou uma extensão de contrato de cinco anos e $ 178 milhões com Milwaukee. Em 28 de janeiro de 2020, ele marcou 51 pontos, recorde de sua carreira, em uma vitória por 151–131 sobre o Washington Wizards. Após o jogo, Middleton dedicou sua atuação a Kobe Bryant, que morreu dois dias antes em um acidente de helicóptero na Califórnia, dizendo “Eu definitivamente posso dedicar aquele jogo a ele como um agradecimento pelo que ele fez pelo basquete”. Em 30 de janeiro de 2020, Middleton foi nomeado para o All-Star Game como reserva da Conferência Leste, ganhando assim sua segunda seleção para All-Star Game consecutiva. Em 24 de fevereiro, ele marcou 40 pontos na vitória por 137–134 sobre os Wizards. Middleton perdeu um jogo contra o Oklahoma City Thunder em 28 de fevereiro devido a uma dor no pescoço.
Na pós-temporada, Middleton e os Bucks foram eliminados nas semifinais pelo eventual campeão da Conferência Leste, Miami Heat, em cinco jogos. Ele registrou 36 pontos, 8 rebotes e 8 assistências na única vitória de Milwaukee no Jogo 4.

#### Temporada de 2020–21: Temporada do título
Na temporada de 2020-21, Middleton continuou a desempenhar um papel fundamental nos Bucks e teve médias de 20,4 pontos, 5,4 assistências e 6 rebotes durante a temporada regular.
Na pós-temporada, os Bucks enfrentariam novamente o Miami Heat, desta vez na primeira rodada. No Jogo 1, Middleton culminou um desempenho de 27 pontos, 6 rebotes e 6 assistências com a cesta que venceu o jogo com 0,5 segundos restantes na prorrogação. Os Bucks venceriam a série em 4 jogos.
No Jogo 6 das semifinais da conferência contra o Brooklyn Nets, Middleton registrou 38 pontos, 10 rebotes, cinco assistências e cinco roubadas de bola na vitória por 104-89. No Jogo 3 das finais da conferência contra o Atlanta Hawks, ele registrou 38 pontos, 11 rebotes e sete assistências na vitória por 113-102. No Jogo 6 das finais da conferência, Middleton marcou 32 pontos em uma vitória por 118-107, levando os Bucks às finais da NBA pela primeira vez desde 1974.
No Jogo 4 das finais, ele marcou 40 pontos para ajudar a derrotar o Phoenix Suns. No Jogo 6, Middleton registrou 17 pontos, 5 rebotes e 5 assistências e fez cestas cruciais nos minutos finais do jogo para vencer os Suns por 105-98, fechando a série por 4-2, garantindo o primeiro título da NBA dos Bucks em cinquenta anos.

#### Temporada de 2021–22: Temporada encurtada
Em 1º de novembro, Middleton entrou no protocolo de saúde e segurança da NBA após testar positivo para COVID-19. Middleton voltou aos Bucks contra o Los Angeles Lakers em 17 de novembro, depois de perder oito jogos. Ele registrou 16 pontos e 6 assistências e empatou com Ray Allen como o jogador com mais cestas de três pontos na história do Milwaukee Bucks. No jogo seguinte, contra o Oklahoma City Thunder em 19 de novembro, ele passou Allen com seu primeiro arremesso na vitória por 96-89.
Em 22 de janeiro de 2022, Middleton levou os Bucks a uma vitória por 133-127 sobre o Sacramento Kings com 34 pontos, o recorde da temporada. Em 3 de fevereiro, foi anunciado que ele havia sido selecionado para o All-Star Game de 2022. Em 6 de março, Middleton registrou 44 pontos,  8 rebotes e 5 assistências na vitória por 132-122 contra o Phoenix Suns.
Em 20 de abril, em uma derrota no Jogo 2 da primeira rodada contra o Chicago Bulls, Middleton sofreu uma entorse no ligamento cruzado anterior e foi descartado pelo restante da série.

#### Temporada de 2022–23: Retorno
Em 3 de dezembro de 2022, Middleton voltou depois de perder os primeiros vinte jogos da temporada e terminou o jogo com 17 pontos e 7 assistências durante uma derrota por 133-129 para o Los Angeles Lakers. Em dezembro e janeiro, Middleton perdeu dezoito jogos consecutivos devido a dores no joelho.
Em 4 de fevereiro de 2023, Middleton registrou 24 pontos, sete rebotes e quatro assistências em 20 minutos vindo do banco em uma vitória por 123–115 sobre o Miami Heat. Em 13 de março, Middleton marcou 31 pontos, seu recorde na temporada até então, e entregou 9 assistências em uma vitória por 133–124 sobre o Sacramento Kings. Em 27 de março, ele marcou 34 pontos, seu recorde na temporada, além de oito rebotes e cinco assistências em uma vitória por 126–117 sobre o Detroit Pistons.
Em 16 de abril, no jogo de abertura dos playoffs, Middleton registrou 33 pontos, nove rebotes e quatro assistências em uma derrota por 130–117 contra o Heat. No Jogo 5 da série, Middleton marcou 33 pontos, juntamente com seis rebotes e seis assistências, mas apesar de seu esforço, os Bucks perderam por 128–126 na prorrogação para o Heat.

#### Temporada de 2023–24
Em 6 de julho de 2023, Middleton renovou com os Bucks em um contrato de três anos e US$102 milhões.
Em 20 de novembro, Middleton marcou 18 pontos durante uma vitória por 142–129 sobre o Washington Wizards e superou Sidney Moncrief para se tornar o quarto maior pontuador da história da franquia. Em 22 de janeiro de 2024, Middleton marcou 26 pontos em uma vitória por 122–113 sobre o Detroit Pistons e ultrapassou Glenn Robinson para se tornar o terceiro maior pontuador da história dos Bucks. Em fevereiro e março, Middleton perdeu 16 jogos consecutivos devido a uma entorse no tornozelo. Em 24 de março, Middleton registrou seu segundo triplo-duplo na carreira com 11 pontos, 10 rebotes e 10 assistências durante uma vitória por 118–93 sobre o Oklahoma City Thunder. Em 26 de abril, ele registrou 42 pontos, o melhor desempenho de sua carreira nos playoffs, além de 10 rebotes e cinco assistências, durante uma derrota por 121–118 na prorrogação para o Indiana Pacers na primeira rodada.

## Estatísticas da carreira
| † | Campeão da temporada da NBA |

### NBA

#### Temporada regular
| Ano      | Equipe     | PJ  | PT  | MPJ  | AP   | 3P   | LL    | RT  | AS  | BR  | TO | PPJ  |
| -------- | ---------- | --- | --- | ---- | ---- | ---- | ----- | --- | --- | --- | -- | ---- |
| 2012–13  | Detroit    | 27  | 0   | 17.6 | .440 | .311 | .844  | 1.9 | 1.0 | .6  | .1 | 6.1  |
| 2013–14  | Milwaukee  | 82  | 64  | 30.0 | .440 | .414 | .861  | 3.8 | 2.1 | 1.0 | .2 | 12.1 |
| 2014–15  | Milwaukee  | 79  | 58  | 30.1 | .467 | .407 | .859  | 4.4 | 2.3 | 1.5 | .1 | 13.4 |
| 2015–16  | Milwaukee  | 79  | 79  | 36.1 | .444 | .396 | .888  | 3.8 | 4.2 | 1.7 | .2 | 18.2 |
| 2016–17  | Milwaukee  | 29  | 23  | 30.7 | .450 | .433 | .880  | 4.2 | 3.4 | 1.4 | .2 | 14.7 |
| 2017–18  | Milwaukee  | 82  | 82  | 36.4 | .466 | .359 | .884  | 5.2 | 4.0 | 1.5 | .3 | 20.1 |
| 2018–19  | Milwaukee  | 77  | 77  | 31.1 | .441 | .378 | .837  | 6.0 | 4.3 | 1.0 | .1 | 18.3 |
| 2019–20  | Milwaukee  | 62  | 59  | 29.9 | .497 | .415 | .916  | 6.2 | 4.3 | .9  | .1 | 20.9 |
| 2020–21  | Milwaukee† | 68  | 68  | 33.4 | .476 | .414 | .898  | 6.0 | 5.4 | 1.1 | .1 | 20.4 |
| 2021–22  | Milwaukee  | 66  | 66  | 32.4 | .443 | .373 | .890  | 5.4 | 5.4 | 1.2 | .3 | 20.1 |
| 2022–23  | Milwaukee  | 33  | 19  | 24.3 | .436 | .315 | .902  | 4.2 | 4.9 | .7  | .2 | 15.1 |
| 2023–24  | Milwaukee  | 55  | 55  | 27.0 | .493 | .381 | .833  | 4.7 | 5.3 | .9  | .3 | 15.1 |
| Carreira | Carreira   | 739 | 650 | 29.9 | .457 | .383 | .874  | 4.6 | 3.8 | 1.1 | .1 | 16.2 |
| All-Star | All-Star   | 3   | 0   | 21.7 | .357 | .400 | 1.000 | 3.7 | 2.7 | .0  | .0 | 10.0 |

#### Playoffs
| Ano      | Equipe     | PJ | PT | MPJ  | AP   | 3P   | LL    | RT  | AS  | BR  | TO | PPJ  |
| -------- | ---------- | -- | -- | ---- | ---- | ---- | ----- | --- | --- | --- | -- | ---- |
| 2015     | Milwaukee  | 6  | 6  | 38.7 | .380 | .324 | .933  | 3.7 | 2.0 | 2.3 | .5 | 15.8 |
| 2017     | Milwaukee  | 6  | 6  | 38.5 | .397 | .368 | .818  | 4.7 | 5.3 | 2.0 | .0 | 14.5 |
| 2018     | Milwaukee  | 7  | 7  | 39.3 | .598 | .610 | .737  | 5.1 | 3.1 | .9  | .7 | 24.7 |
| 2019     | Milwaukee  | 15 | 15 | 34.3 | .418 | .435 | .835  | 6.3 | 4.4 | .6  | .0 | 16.9 |
| 2020     | Milwaukee  | 10 | 10 | 35.5 | .394 | .354 | .826  | 6.9 | 6.0 | 1.1 | .2 | 20.3 |
| 2021     | Milwaukee† | 23 | 23 | 40.1 | .438 | .343 | .887  | 7.6 | 5.1 | 1.5 | .2 | 23.6 |
| 2022     | Milwaukee  | 2  | 2  | 36.0 | .417 | .429 | 1.000 | 5.0 | 7.0 | 1.5 | .0 | 14.5 |
| 2023     | Milwaukee  | 5  | 5  | 34.6 | .465 | .406 | .867  | 6.4 | 6.2 | .6  | .0 | 23.8 |
| 2024     | Milwaukee  | 6  | 6  | 38.3 | .482 | .355 | .900  | 9.2 | 4.7 | .5  | .2 | 24.7 |
| Carreira | Carreira   | 80 | 80 | 37.2 | .443 | .402 | .867  | 6.1 | 4.8 | 1.2 | .1 | 19.8 |

### Universitário
| Ano      | Equipe    | PJ | PT | MPJ  | AP   | 3P   | LL   | RT  | AS  | BR  | TO | PPJ  |
| -------- | --------- | -- | -- | ---- | ---- | ---- | ---- | --- | --- | --- | -- | ---- |
| 2009–10  | Texas A&M | 34 | 22 | 20.9 | .416 | .324 | .750 | 3.7 | 1.1 | .9  | .3 | 7.2  |
| 2010–11  | Texas A&M | 33 | 33 | 29.6 | .450 | .361 | .784 | 5.2 | 2.8 | 1.2 | .1 | 14.3 |
| 2011–12  | Texas A&M | 20 | 17 | 28.8 | .415 | .260 | .750 | 5.0 | 2.3 | 1.0 | .3 | 13.2 |
| Carreira | Carreira  | 87 | 72 | 26.4 | .427 | .315 | .761 | 4.6 | 2.0 | 1.0 | .2 | 11.5 |

Fonte:

## Prêmios e homenagens
- Campeão da NBA: 2021
- Campeão da Copa da NBA: 2024
- 3 vezes NBA All-Star: 2019, 2020, 2022
- Seleção dos Estados Unidos:
  - Jogos Olímpicos:
    -  Medalha de Ouro 2020

## Vida pessoal
Middleton é cristão. Ele é primo do ex-jogador da NBA, Josh Powell, que venceu dois títulos com o Los Angeles Lakers em 2009 e 2010.
Em 7 de julho de 2015, ele escreveu uma coluna no The Players 'Tribune sobre o tiroteio na igreja de Charleston. Ele explicou que o tiroteio o afetou profundamente porque ele cresceu em Charleston e sua avó Juanita conhecia quatro das nove pessoas que morreram. Middleton conheceu uma das vítimas, Cynthia Hurd, quando deixou o sobrinho em um campo de basquete pouco antes do tiroteio. "Em Charleston, continuamos fortes, mas as feridas ainda são profundas", escreveu ele.
Em 23 de abril de 2019, Middleton e sua namorada Samantha Dutton deram as boas-vindas à primeira filha, Audrielle. Para estar presente no nascimento, ele pegou um avião para Milwaukee com o co-proprietário dos Bucks, Marc Lasry, imediatamente após uma vitória nos playoff sobre o Detroit Pistons.
Em 13 de março de 2020, Middleton disse que compararia a doação de US$ 100.000 de Giannis Antetokounmpo aos funcionários do Fiserv Forum que não puderam trabalhar durante a suspensão da temporada por causa da pandemia de COVID-19.

Em 8 de abril de 2021, foi anunciado que ele estava se juntando ao grupo de proprietários do Brisbane Bullets, um time profissional de basquete da Austrália.